# Коростенська територіальна громада
Коростенська міська територіальна громада — територіальна громада в Україні, у Коростенському районі Житомирської області з адміністративним центром в місті Коростень.

## Загальна інформація
Площа громади — 816,6 км², населення — 73 365 особи, з них: міське — 62 833 осіб, сільське — 10 532 осіб (2020 р.).

## Населені пункти
До складу громади увійшли м. Коростень, села Барди, Берестовець, Бехи, Болярка, Булахівка, Васьковичі, Великий Ліс, Вороневе, Горбачі, Грозине, Діброва, Дідковичі, Домолоч, Злобичі, Зубівщина, Іскорость, Каленське, Клочеве, Кожухівка, Корма, Купеч, Майданівка, Мала Зубівщина, Мединівка, Межирічка, Михайлівка, Немирівка, Нивки, Новаки, Обиходи, Обиходівка, Плещівка, Розтяжин, Сарновичі, Сингаї, Соболівка, Сокорики, Стремигород, Субине, Ходаки, Холосне, Хотинівка, Шатрище.

## Старостинські округи
Бехівський (села Бехи, Вороневе), Васьковицький (село Васьковичі), Грозинський (села Сингаї, Грозине, Немирівка, Сингаї), Дідковицький (села Дідковичі, Барди, Булахівка, Межирічка, Сарновичі), Каленський (села Каленське, Корма, Мединівка, Великий Ліс), Кожухівський (села Кожухівка, Клочеве, Сокорики), Малозубівщинський (села Мала Зубівщина, Зубівщина), Михайлівський (села Михайлівка, Плещівка), Стремигородський (села Стремигород, Болярка, Діброва, Майданівка), Ходаківський (села Ходаки, Берестовець, Горбачі, Купич, Обиходи, Обиходівка, Субине), Холосненський (села Холосно, Злобичі, Нивки), Хотинівський (села Хотинівка, Домолоч, Іскорость, Новаки, Розтяжин, Соболівка).

## Історія
Утворена відповідно до розпорядження Кабінету Міністрів України № 711-р від 12 червня 2020 року «Про визначення адміністративних центрів та затвердження територій територіальних громад Житомирської області» шляхом об'єднання Коростенської міської та Берестовецької, Бехівської, Васьковицької, Дідковицької, Каленської, Кожухівської, Малозубівщинської, Мединівської, Межиріцької, Михайлівської, Новаківської, Обиходівської, Сарновицької, Сингаївської, Стремигородської, Ходаківської, Холосненської, Хотинівської сільських рад ліквідованого Коростенського району Житомирської області.